# Cuaxuxpa
Cuaxuxpa är en ort i Mexiko.   Den ligger i kommunen Ajalpan och delstaten Puebla, i den sydöstra delen av landet, 250 km öster om huvudstaden Mexico City. Cuaxuxpa ligger 2 309 meter över havet och antalet invånare är 1 772.
Terrängen runt Cuaxuxpa är kuperad åt sydväst, men åt nordost är den bergig. Runt Cuaxuxpa är det ganska tätbefolkat, med 144 invånare per kvadratkilometer. Närmaste större samhälle är Telpatlán, 12,5 km väster om Cuaxuxpa. I omgivningarna runt Cuaxuxpa växer i huvudsak städsegrön lövskog.